# Російська підривна діяльність в Україні
Російська підривна діяльність в Україні — комплекс організаційних та спеціальних заходів, що здійснюється російським політикумом через російські спецслужби та підконтрольні їм структури в Росії, Україні та інших державах проти суверенітету України. З 2014 року — складова російської збройної агресії проти України.
Основним засобом ведення російської підривної діяльності в Україні є організації та окремі особи в Україні, прямо або непрямо контрольовані з Росії, які отримали назву «П'ята колона в Україні». На відміну від диверсійної діяльності організації та особи, які здійснюють підривну діяльність, намагаються утримуватись в правовому полі України, використовуючи для прикриття окремі прогалини в законодавстві України або норми, які дозволяють подвійне трактування.

## Методи ведення підривної діяльності
Метою підривної діяльності в Україні є підрив суверенітету України шляхом послаблення або руйнування державних інститутів, дестабілізації внутрішньої ситуації в Україні та створення негативного іміджу України в міжнародних відносинах.
Для досягнення цієї мети російський політикум реалізував в Україні та за її межами ряд проектів:
- протидія діяльності та нищення українських інформаційних ресурсів;
- створення підконтрольних медійних ресурсів та пропаганда через них Росії[1];

...
Протидія діяльності та нищення українських інформаційних ресурсів здійснювалось шляхом доведення до банкрутства українських медійних організацій, демпінговим постачанням в Україну російської літератури, теле- та кінопродукції. Крім того, окремі підприємства, що здійснювали медійну та видавничу діяльність в Україні були переведені або підпали під фінансовий контроль Росії і на отримані гроші продукували російськомовні та проросійські спрямовані газети, книжки, теле- та кінопродукцію. Як приклад, Володимир Рубан, який став відомим з початку збройної агресії Росії проти України як «переговорник» і «генерал-полковник», з 2004 року на гроші з Росії здійснював видавничу діяльність в Україні і розповсюджував російську пропаганду, у тому числі — у навчальних закладах.

## Виконавці

### Проросійські політичні рухи в Україні
Оцінка «проросійськості» стосовно українських політичних партій постійно змінювалась. Так, на травень 2013 року зі 199 політичних партій до проросійських відносили партії, які виступали за пріоритетний розвиток відносин з Росією та Білоруссю: Комуністичну партію України Петра Симоненка, Комуністичну партію України Михайла Савенка та Комуністичну партію робітників і селян Олександра Савенка, Прогресивну соціалістичну партію Наталії Вітренко, партії «Родина» Ігоря Маркова, «Руський блок» та декілька інших, які відкрито декларували прокомуністичні або проросійські гасла.

### Російська п'ята колона в Україні
Від початку російсько-української війни Росія активізувала діяльність п'ятої колони в Україні. Представників п'ятої колони Росії у своєму зверненні з нагоди дострокового припинення повноважень Верховної Ради 25 серпня 2014 назвав  Президент України.
Деякі європейські політики, що намагаються в конфлікті на Донбасі прирівняти відповідальність РФ і України, можуть бути пов'язані з російським бізнесом. Про це в ефірі телеканалу «112 Україна» заявив спікер Адміністрації президента з питань антитерористичної операції Андрій Лисенко. РФ посилює діяльність своїх лобістів, активізуючи їх діяльність під час підготовки до виборів у будь-якій країні. Росіяни чітко відстежують внутрішньополітичну ситуацію у кожній країні, аналізують її, і, навіть, створюють нові політичні партії  на території цих країн. Подібна ситуація спостерігається у Польщі, Угорщині, Німеччині, Франції.

## Протидія

### Протидія українського суспільства
В лютому 2014 року після Революції гідності до Росії втекли Віктор Янукович, Віталій Захарченко, Павло Лебедєв, Олена Лукаш, Сергій Арбузов, Олександр Якименко, Віктор Пшонка, Дмитро Табачник, Андрій Портнов, Микола Азаров, Станіслав Шуляк та багато інших, разом із дітьми та родичами — близько 5000 осіб. Вивезені з України гроші вони витрачають за кордоном, купуючи нерухоме майно вартістю від 2 до 30 млн. доларів США.
Після опублікування попередніх результатів виборів до Верховної ради, що відбулися 26 жовтня 2014 року, Президент України зазначив, що українці завдали рішучого удару по п'ятій політичній колоні.

### Протидія спецслужб України
У січні 2015 року СБУ припинила незаконну діяльність інформаційного центру російського «Фонду підтримки публічної дипломатії ім. О.М. Горчакова», що діяв у Києві від серпня 2013 року (офіційно — від грудня 1913 ). «Так звані «дипломати» проводили серед українських студентів відверту антидержавну пропаганду… і агітували студентів працювати на спецслужби Росії», - повідомив радник голови СБУ Маркіян Лубківський. Інформаційний центр був створений внаслідок взаємодії Фонду Горчакова та Інституту міжнародних відносин Національного авіаційного університету України. Розміщений у корпусі № 7 НАУ. Фонд Горчакова фінансується з федерального бюджету Російської Федерації, а єдиним його засновником є Міністерство закордонних справ РФ.

### Інша протидія
Непрямо протидію російській підривній діяльності в Україні здійснюють політики та публічні особи інших країн, які викривають приховану природу окремих російських та українських організацій або осіб, чим дискредитують ці організації і особи в Україні і зменшують, таким чином, ефективність їх підривної діяльності проти України.
В березні 2018 за результатами візиту патріарха Російської православної церкви Кирила до Болгарії Віце-прем’єр Болгарії Валерій Симеонов заявив, що патріарх Кирил, відомий як агент КДБ і сигаретний митрополит Росії, не має права вказувати Болгарії, як і що робити правильно.
|  | «Ця людина не спустилася з небес, не вийшла з Раю та не є посланником Ісуса Христа. Він відомий як сигаретний митрополит Росії. З 1996 року він ввіз на 14 мільярдів доларів безакцизних сигарет. На 14 мільярдів доларів цей хитрун ввіз безакцизних сигарет і на 4 мільярди доларів вина для потреб церкви. У нього є і приватний літак. Його годинник коштує 30 тисяч доларів. Хто він? Це не східноєвропейський духівник. Це агент Михайлов, другорозрядний агент радянського КДБ. І ця людина має нахабство роздавати правосуддя. Уявіть собі, що патріарх Неофіт поїде до Путіна і почне пояснювати, хто такі Кирило та Мефодій». |